# Nana (manga)
Nana (ナナ?) es una serie de manga escrita e ilustrada por Ai Yazawa. Fue serializada en la revista Cookie de la editorial Shūeisha desde el 15 de mayo de 2000 hasta junio de 2009, cuando fue puesta en hiatus debido a una enfermedad de la autora. Finalmente, Yazawa se recuperó, pero el manga continuó en pausa indefinida. La historia acompaña a sus dos protagonistas durante el inicio de sus nuevas vidas tras independizarse en Tokio, partiendo por la coincidencia de que ambas comparten el mismo nombre, Nana, y siguiendo con las confusiones y caprichos que este hecho provoca. Sin embargo, pese a coincidir en su nombre, edad y viaje y convivencia en Tokio, lo que las separa es la radical diferencia de sus personalidades. La primera, Nana Komatsu, tiene la inocencia de una niña y nunca puede mantener el control sobre la realidad que le espera, y Nana Ōsaki, es una cantante de punk que posee una fuerte personalidad. El conocer y convivir con Ōsaki y sus amigos y compañeros de la banda de punk Black Stones, así como las charlas con su amiga de instituto y confidente, Junko Saotome, tendrán una enorme influencia en Komatsu y harán que descubra cosas desconocidas para ella, madure y se adentre en su vida adulta.
Tanto Ōsaki como sus compañeros de grupo tienen una gran influencia de los Sex Pistols, siendo uno de ellos (su exnovio Ren Honjō) literalmente la viva imagen de Sid Vicious. Actualmente, el manga consta de 21 tomos y la serie sigue inconclusa. fue adaptada a dos películas en imagen real, en 2005 y 2006 respectivamente, y una serie de anime en 2006. La película está protagonizada por las actrices Aoi Miyazaki y Mika Nakashima como Nana Komatsu y Nana Ōsaki, respectivamente. En la secuela, Nakashima retomó su papel como Nana Ōsaki, pero fue Yui Ichikawa quien interpretó a Nana Komatsu en esta ocasión. La serie de anime fue estrenada por primera vez en la televisión japonesa el 5 de abril de 2006. Los capítulos han sido copilados en 21 volúmenes tankōbon por Shūeisha, y fueron publicados en español por Planeta DeAgostini en España y por Editorial Ivrea en Argentina.
En 2002, Nana ganó el 48.º Premio Shogakukan de Manga en la categoría shōjo. Los doce primeros volúmenes han vendido más de 22 millones de copias. 

## Argumento
Nana Ōsaki es una cantante de punk cuyo único deseo es poder debutar con su grupo y superar a la popular banda Trapnest, en la cual su exnovio, Ren Honjō, se desempeña como guitarrista. Nana y Ren fueron compañeros de banda en el pasado, en Black Stones (también conocidos como Blast para abreviar), pero se separaron cuando a Ren le ofrecieron la oportunidad de reemplazar a un integrante de Trapnest, por lo que los abandonó para dirigirse a Tokio.
Por su parte, Nana Komatsu es llamada por Ōsaki «Hachi» (lo cual deriva de Hachikō, un famoso perro japonés), ya que considera que parece un pequeño cachorrito, muy leal hacia los que se preocupan por ella, pero exigiendo mucha atención a su vez. Toda su vida vivió de forma muy mimada y sobreprotegida, y muy pocas veces tenía que pensar por su propia cuenta, lo que conforme se hizo adulta comenzó a traerle problemas. Con el hábito de enamorarse a primera vista de cualquiera, Hachi siempre depende de la gente que le rodea para que le ayuden a ponerle los pies sobre la tierra, sobre todo su amiga de instituto, Junko Saotome, apodada «Jun». Tras el instituto, Junko y el resto de su grupo de amigos dejan a Hachi atrás para asistir a una universidad de arte en Tokio. 
Hachi desesperadamente quiso seguir tanto a Junko como a su novio Shōji a Tokio, pero no tenía ningún medio para poder vivir allí o poder establecerse. Nana, tras darse cuenta de que si iba con él a Tokio vería sus oportunidades de hacerse una cantante popular notablemente disminuidas, decide que una vida en la que simplemente sea considerada la novia de Ren, quedando profesionalmente a su sombra y cumpliendo un papel más de ama de casa que de mujer independiente, no es la vida que ella desea. Por lo que, finalmente, decide quedarse con los suyos. 
Sin embargo, después de trabajar mucho sola, finalmente logra ahorrar lo suficiente para poder independizarse, mudarse a Tokio y comenzar su vida adulta.
En el tren de destino a Tokio, de manera fortuita, Komatsu y Ōsaki se conocen por primera vez. 
Ambas viajan hacia a Tokio para comenzar sus nuevas vidas ahí, y tras conversar durante el viaje y después de numerosas coincidencias que van ocurriendo (especialmente teniendo que ver con el número siete) coinciden para alquilar un apartamento y deciden alquilarlo juntas, compartiendo así gastos y siendo compañeras de piso.
A pesar de que sus personalidades contrastan notablemente una vez que se conocen, tanto Ōsaki como "Hachi" comienzan a respetarse y agradarse mutuamente llegando a tener una gran amistad. 
A lo largo de la historia, los Black Stones, que vuelven a reunirse ahora con un nuevo bajista Shinichi Okazaki, (por la ausencia de Ren), comienzan a hacerse de populares en conciertos underground en los suburbios de Tokio, tocando en algún que otro bar, relaciones nacen, y quedan todavía asuntos por resolver, especialmente en el romance.
Asuntos pendientes que terminan por solucionar entre peripecias. Peripecias que van desarrollando un sentimiento más que amistad. La gran amistad de Ōsaki como de "Hachi" se vuelve en algo más especial: un amor tan genuino como si fuesen Hikoboshi y Orihime a la espera de verse cada siete de julio. 
Amor que aceptan y se confesan cuando el camino de estrellas se estrecha y las une para nunca jamás sean infelices.

## Personajes
Nana Komatsu (小松 奈々 Komatsu Nana?)
Voz por: Midori Kawana, Kelly Sheridan (inglés)
También conocida como Hachi, es junto a Nana Ōsaki, la heroína de la historia. Es una muchacha oriunda de un pueblo pequeño que se traslada a Tokio para comenzar una nueva vida con el novio que tenía en aquella época. Coincide en un tren con Ōsaki y eso marca sus destinos. Es una persona que se enamora muy fácilmente, por ejemplo: de Asano, Shōji (el cual engaña a Nana con Sachiko debido a que esta última poseía las cualidades dignas para ser una compañera de vida), de Yassu, aunque no llegan a nada ya que ella se da cuenta de que él solamente la aprecia como amiga. Eventualmente, se da cuenta de que Nobuo (quien compone las canciones de la banda Black Stones, además de ser guitarrista) poseía una personalidad similar a la edad; y empiezan una relación que se ve frustrada debido a los encuentros Nana con Takumi (el guitarrista y líder de Trapnest), de quien queda embarazada. Inicialmente, su embarazo generó polémica debido a que no sabía con exactitud de quién era. 
Nana Ōsaki (大崎 ナナ Ōsaki Nana?)
Voz por: Romi Park, Rebecca Shoichet (inglés)
Es la vocalista de Black Stones, y además toca la guitarra como aficionada fuera del grupo. Está enamorada de Ren. Tuvo una infancia muy dura, su madre la abandonó y tuvo que cuidarla su abuela. Aparentemente es una persona muy fuerte y decidida pero en realidad es una persona muy insegura que se siente triste y un poco obsesiva en cuanto a los pocos amigos que tiene, es tal el miedo que tiene de perderlos que llega a tener un comportamiento posesivo; debido a su dura infancia
Yasushi Takagi (高木 泰士 Takagi Yasushi?)
Voz por: Yoshihisa Kawahara, Brian Drummond (inglés)
Es el líder de Black Stones además de desempeñarse como baterista. Quiere al grupo como si fueran sus hijos. Tuvo un romance con Layla y es gran amigo de Ren desde el orfanato, el cual dejó al ser adoptado por una familia adinerada, por esta razón, a pesar de que está enamorado de Nana, reniega de sus sentimientos; porque con Ren comparte una muy buena amistad. Es asistente jurídico, lleva las finanzas y negocios con patrocinadores de la banda.
Nobuo Terashima (寺島 伸夫 Terashima Nobuo?)
Voz por: Tomokazu Seki, Matthew Erickson (inglés)
Es el guitarrista y compositor de Black Stones y amigo de Nana Osaki desde el instituto. Sus padres son adinerados ya que poseen un hotel (Ryokan), pero él decidió irse para continuar con el grupo. Es el único miembro de la banda que no fuma, pero nunca se resiste al alcohol, cosa que ayuda a contar secretos de todo a todos. Está enamorado de Nana Komatsu, pero su relación se ve truncada por la llegada inesperada de un acontecimiento provocado por Takumi y como quiere que Hachi sea feliz, no se entromete después de esto en la relación entre Hachi y Takumi, aun así ambos mantienen ocultos sus sentimientos.
Shinichi Okazaki (岡崎 真 Okazaki Shinichi ?)
Voz por: Akira Ishida, Bret Iwan (inglés)
Es el bajista de Black Stones, tiene 15 años, pero a pesar de su edad es muy maduro. Hachi es como su madre, ya que siempre le cuida. Se escapó de su casa para entrar en el grupo, al que pudo entrar por un cartel que puso Hachi fuera de la tienda en que trabajaba. Vive en un piso con Nobu y hace cosas "atípicas" para conseguir dinero (se prostituye; al saber su edad y su aspecto punk, le es muy difícil encontrar un trabajo formal). Está enamorado de Layla, romance que se mantiene en secreto, aunque en el manga la noticia se ve extendida a través de las dos bandas. Posee una complicada relación familiar ya que no sabe quién es su padre verdadero, y el hombre que lo crio, nunca lo quiso.
Layla Serizawa (芹澤 レイラ Serizawa Reira?)
Voz por: Aya Hirano, Ashleigh Ball (inglés)
Es la vocalista y la compositora de letras de canciones de Trapnest, es birracial (mitad americana, mitad japonesa). Es descrita por la prensa como una mujer atractiva, madura y seductora, pero en realidad es muy dulce, y tal vez su inocencia raye en la inmadurez, cosa que impresionó a Nobu cuando la conoció. Ella iba al mismo instituto de Yasushi, Takumi y Naoki. Tiene un breve romance con Shinichi, se llevan muy bien, ya que comparten sentimientos como la soledad que han vivido. En el instituto, salió con Yasushi, quien decide terminar su relación al darse cuenta de que Layla siempre ha estado enamorada de Takumi.
Ren Honjō (レン Honjō Ren?)
Voz por: Hidenobu Kiuchi
Es el guitarrista de Trapnest, y su compositor de canciones, mantiene una relación amorosa con Nana. Antes de ser el guitarrista de la banda, tocaba el bajo con los Black Stones, vivía en un orfanato, junto con Yasushi. Se alejó del orfanato a la edad de 12 años, cuando comenzó a tocar la guitarra, haciéndose uno de los mejores.
Takumi Ichinose (一ノ瀬巧 Ichinose Takumi?)
Voz por: Toshiyuki Morikawa, Andrew Francis (inglés)
Es el bajista de Trapnest, es líder del grupo y hace los arreglos musicales a las canciones compuestas por Ren. Proveniente de una familia conflictiva. A la muerte de su madre por una larga enfermedad, su padre comenzó a beber convirtiéndose en un alcohólico, por lo que se refugió en la música. Es elegante y frío, considerado también un play boy. Nunca fue bien visto por Nana. Mantiene un romance con Hachi y cuando queda embarazada él le propone matrimonio. Al casarse, él sigue estando con otras mujeres.
Naoki Fujieda (藤枝 直樹 Fujieda Naoki?)
Voz por: Anri Katsu, Adrian Petriw (inglés)
El baterista de Trapnest, tiene 23 años, es uno de los personaje más desenfadados de la serie, es muy inocente, pero a veces cambia drásticamente a un personaje muy seductor. Esonocido como "El príncipe rubio". Demuestra tener mucho cariño a Yasushi y su personalidad siempre hace enfadar a Takumi.
Shōji Endo (遠藤 章司 Endo Shōji?)
Voz por: Hiroki Takahashi, Jeremy From (inglés)
Fue el novio de Nana Komatsu (por el cual ella se mudó a Tokio) al principio de la historia, pero por cosas de la vida él termina enamorándose de Sachiko, una chica que trabajaba en el mismo lugar que él e incluso van a la misma universidad.

## Películas

### NANA
Se lanzó la película en imagen real de Nana el 3 de septiembre de 2005. Con las estrellas de cine Mika Nakashima como la punk Osaki Nana, y Aoi Miyazaki como Hachi (Komatsu Nana). La edición de DVD fue lanzada el 3 de marzo de 2006. A la película le fue fabulosamente bien en la taquilla japonesa, ganando en total más de 4 mil millones de Yenes, permaneciendo en los 10 primeros lugares por varias semanas.

### NANA 2
Fue anunciada poco después del lanzamiento en cines de la primera película. Sin embargo, el 4 de agosto de 2006, Toho indicó que la filmación comenzaría a mediados de septiembre y que la película se estrenaría el 9 de diciembre de 2006. Aoi Miyazaki y Ryuhei Matsuda no continuaron con sus papeles respectivos como Nana Komatsu y Ren Honjo; como tal, sus papeles se han asignado a Yui Ichikawa y a Nobuo Kyo, respectivamente.
Dos nuevos temas fueron lanzados por Nana, interpretada por Mika Nakashima (Hitoiro) y Reira interpretada por Yuna Itō (Truth). Mika Nakashima es uno de los miembros confirmados del elenco así como Yuna Itō, que había confirmado recientemente que ella seguirá con su papel de Reira en la próxima película.

## Manga
El manga fue escrito e ilustrado por la mangaka Ai Yazawa, autora de Paradise Kiss. Nana apareció por primera vez en la revista Cookie en el año 2000, donde fue publicada hasta junio de 2009, cuando la serie entró en un periodo de pausa debido a problemas de salud de la autora. Yazawa se recuperó de los problemas médicos en abril de 2010, pero no especificó cuándo o si realmente continuaría con el trabajo.
Los capítulos individuales fueron recolectados y publicados en 21 volúmenes en formato tankōbon por la editorial japonesa Shueisha. Nana está licenciado al idioma inglés en Estados Unidos por Viz Media. Fue serializado en la antología de Viz Media, Shojo Beat, iniciando la publicación en julio de 2005 hasta agosto de 2007; fueron publicados los 21 volúmenes hasta julio de 2010.
Entre los volúmenes 11 y 10 se publicó Nana 1st Illustrations, un artbook que contiene ilustraciones a todo color de los personajes, la mayoría de ellas previamente publicadas en la revista Cookie.

### Lista de capítulos
| 1                                      | «Volumen 1»  | 15 de mayo de 2000       | ISBN 4-08-856209-7     |
| Nana – Nana Komatsu, Nana – Nana Osaki |              |                          |                        |
| 2                                      | «Volumen 2»  | 11 de diciembre de 2000  | ISBN 4-08-856248-8     |
| Capítulos 1–4                          |              |                          |                        |
| 3                                      | «Volumen 3»  | 15 de mayo de 2001       | ISBN 4-08-856338-7     |
| Capítulos 5-8                          |              |                          |                        |
| 4                                      | «Volumen 4»  | 10 de diciembre de 2001  | ISBN 4-08-856338-7     |
| Capítulos 9-12                         |              |                          |                        |
| 5                                      | «Volumen 5»  | 15 de mayo de 2002       | ISBN 4-08-856377-8     |
| Capítulos 13-16                        |              |                          |                        |
| 6                                      | «Volumen 6»  | 13 de septiembre de 2002 | ISBN 4-08-856406-5     |
| Capítulos 17-20                        |              |                          |                        |
| 7                                      | «Volumen 7»  | 15 de octubre de 2002    | ISBN 4-08-856413-8     |
| Capítulos 21-24                        |              |                          |                        |
| 8                                      | «Volumen 8»  | 15 de mayo de 2003       | ISBN 4-08-856464-2     |
| Capítulos 25-28                        |              |                          |                        |
| 9                                      | «Volumen 9»  | 14 de noviembre de 2003  | ISBN 4-08-856506-1     |
| Capítulos 29-32                        |              |                          |                        |
| 10                                     | «Volumen 10» | 15 de mayo de 2004       | ISBN 4-08-856528-2     |
| Capítulos 33-36                        |              |                          |                        |
| 11                                     | «Volumen 11» | 11 de agosto de 2004     | ISBN 4-08-856560-6     |
| Capítulos 37-41                        |              |                          |                        |
| 12                                     | «Volumen 12» | 15 de marzo de 2005      | ISBN 4-08-856599-1     |
| Capítulos 42-45                        |              |                          |                        |
| 13                                     | «Volumen 13» | 12 de agosto de 2005     | ISBN 4-08-856633-5     |
| Capítulos 46-49                        |              |                          |                        |
| 14                                     | «Volumen 14» | 15 de diciembre de 2005  | ISBN 4-08-856660-2     |
| Capítulos 50-53                        |              |                          |                        |
| 15                                     | «Volumen 15» | 15 de marzo de 2006      | ISBN 4-08-856676-9     |
| Capítulos 54-57                        |              |                          |                        |
| 16                                     | «Volumen 16» | 12 de septiembre de 2006 | ISBN 4-08-856707-2     |
| Capítulos 58-61                        |              |                          |                        |
| 17                                     | «Volumen 17» | 15 de marzo de 2007      | ISBN 978-4-08-856734-1 |
| Capítulos 62-65                        |              |                          |                        |
| 18                                     | «Volumen 18» | 14 de septiembre de 2007 | ISBN 978-4-08-856774-7 |
| Capítulos 66-69                        |              |                          |                        |
| 19                                     | «Volumen 19» | 15 de mayo de 2008       | ISBN 978-4-08-856816-4 |
| Capítulos 70-73                        |              |                          |                        |
| 20                                     | «Volumen 20» | 12 de septiembre de 2008 | ISBN 978-4-08-856842-3 |
| Capítulos 74-77                        |              |                          |                        |
| 21                                     | «Volumen 21» | 13 de marzo de 2009      | ISBN 978-4-08-856876-8 |
| Capítulos 78-80                        |              |                          |                        |

## Anime
Nana se adaptó a un anime que fue dirigido por Morio Asaka y animado por el estudio Madhouse. Las canciones del primer opening y del tercer ending son interpretadas por Anna Tsuchiya, como Nana Osaki, y Olivia Lufkin interpreta el segundo opening y primer ending como Reira. El primer DVD se lanzó el 7 de julio de 2006. Existen dos bandas sonoras del anime: «Nana 707 soundtracks» y «Nana 7to8 soundtrack». De la primera se realizaron dos versiones: una edición limitada con formato de libro de cubierta dura, con avances de la serie y siete postales, y la edición regular. La banda sonora de la serie, «NANA BEST», fue lanzada el 21 de marzo de 2007. Consiste en catorce melodías, todas las que se usaron en el programa. La primera edición limitada en versión deluxe contiene un DVD y materiales en videos inéditos de NANA.
Después de que Viz Media perdiera los derechos, Sentai Filmworks volvió a obtener la licencia de la serie en 2021 y la estrenó en su servicio HIDIVE el 22 de abril de ese mismo año.

### Episodios
Cuenta con un total de 47 episodios.
| País         | Canal de televisión        | Episodios emitidos           |
| ------------ | -------------------------- | ---------------------------- |
| Japón        | NTV                        | 47                           |
| Corea        | CHAMP TV, ANIBOX           | 47                           |
| Francia      | Filles TV, Virgin 17, MCM  | 47                           |
| Italia       | MTV Italia                 | 47                           |
| España       | Animax, 3XL                | 47 (Castellano) 47 (Catalán) |
| USA & Canadá | FUNimation Channel, Animax | 47                           |

## Recepción
Los volúmenes 19 y 20 del manga ocuparon el tercer puesto y quinto respectivamente en la lista de mangas más vendidos de Japón en 2008. Los primeros dos volúmenes fueron listados en la lista "Las mejores novelas gráficas para adolescentes de 2007" por la revista YALSA. Los primeros doce volúmenes han acumulado un total de 22 millones de copias vendidas, hasta el 2008, se han vendido 43,600,000 volúmenes. En 2002, Nana ganó el premio a mejor manga shōjo del Shogakukan Manga Award. La franquicia tiene un videojuego para PS2, el juego fue producido por la empresa japonesa Konami y lanzado el 17 de marzo de 2005. El juego de PSP Nana: Subete wa Daimaou no Omichibiki!? (NANA: すべては大魔王のお導き!??) fue lanzado el 6 de julio de 2006. Un juego para Nintendo DS, "NANA: Live Staff Daiboshuu! Shoshinsha Kangei" fue lanzado el 27 de junio de 2007.